# Medal of Honor: Warfighter
Medal of Honor: Warfighter est un jeu vidéo de tir à la première personne développé par Danger Close Games et édité par Electronic Arts. Il est sorti, en France, sur PC, PlayStation 3 et Xbox 360 le 25 octobre 2012. Le jeu sortira également sur Wii U, mais à une date encore inconnue. C'est la suite du jeu vidéo Medal of Honor sorti en 2010. Il utilise le moteur de jeu Frostbite 2, déjà utilisé dans d'autres jeux EA comme Battlefield 3 ou Need for Speed: The Run. À la différence de l'épisode précédent, Danger Close développe à la fois la partie solo et le multijoueur (ce dernier ayant été développé par DICE).

## Système de jeu
Le gameplay de Warfighter comprend six classes différentes qui sont Assaut, Sniper, Démolition, Point Man, Gunner lourd, et Spec Ops. Il utilise un système d'équipe de tir où deux personnes doivent travailler ensemble et il y a des avantages certains à travailler en équipe. "Soutien-actions" de retour dans Warfighter, et ils ont maintenant un plus grand impact sur le gameplay et la façon dont on aborde les situations. Aussi, lorsque l'on acquiert un kill-streak, le joueur a le choix sur l'un ou l'autre, les grandes kill carambolages auront de plus grandes récompenses.

### Solo
Le joueur incarne deux personnages, "Preacher" (ailier dans Medal of Honor 2010) appartenant à la Task Force Blackbird (Special Activities Division de la CIA) aux côtés de "Mother". Quant au second personnage, il répond au surnom de "Stump", appartenant à la Task Force Mako (US Navy DEVGRU "SEAL Team Six"). Contrairement au précèdent titre en 2010 qui se focalisait sur l'Opération Anaconda de 2002 durant le conflit afghan, la trame se déroule aux quatre coins du monde (Somalie, Bosnie, Yémen, Philippines, etc.) connus pour les combats dans la lutte contre le terrorisme.

### Multijoueur
Le multijoueur de Medal of Honor: Warfighter n'a pas été développé par EA Digital Illusions CE qui a aidé à développer le multijoueur de Medal of Honor (2010). Danger Close Games a développé son propre mode multijoueur avec DICE Frostbite 2 moteur. Les joueurs sont impliqués dans une bataille mondiale en choisissant leur pays qu'ils préfèrent défendre. Il y a 12 différentes unités de Tier 1 de dix nations différentes que les joueurs peuvent choisir. Réservant le jeu permettra aux joueurs l'accès à du contenu supplémentaire lorsque les rejets Warfighter, y compris des armes et des avantages supplémentaires. Il y a aussi une édition limitée du jeu qui va donner aux joueurs un accès rapide aux États-Unis SEAL Team Sniper équipé du McMillan TAC-300.
| Pays         | Factions jouables          |
| ------------ | -------------------------- |
| Australie    | SASR                       |
| Canada       | JTF2                       |
| Allemagne    | KSK                        |
| Norvège      | FSK                        |
| Pologne      | GROM                       |
| Russie       | Alpha Group                |
| Corée du Sud | UDT/SEALs                  |
| Suède        | SOG                        |
| Royaume-Uni  | SAS                        |
| États-Unis   | SEALs SFOD-D OGA (CIA SAD) |

Ces différentes nationalités ont tous leurs propres spécialités, ce qui peut signifier la vie ou la mort, selon vos statistiques. Par exemple, si vous faufiler derrière un ennemi, vos statistiques furtives décideront si oui ou non l'ennemi ne vous entendra venir.

### Personnalisation
Warfighter dispose d'une grande personnalisation, à la fois pour l'aspect du joueur et de son arme. Le joueur peut modifier ses canons, cache-flamme, chargeurs, crosses, optiques et effectuer des travaux de peinture sur ses armes.

## Musique
La musique a été composée par Ramin Djawadi, qui a également composé la musique de Medal of Honor (2010). La bande originale officielle a été libéré le 25 septembre 2012, sur iTunes et Amazon, près d'un mois avant la sortie du jeu. La bande-son se compose de 21 titres, dont 2 ont été composées par Mike Shinoda, le cochanteur et rappeur de Linkin Park. Castle of Glass de Linkin Park (album Living Things) sert comme chanson thème pour Warfighter, et les variations de la chanson apparaît sur la bande originale. Les thèmes du jeu précédent réapparaît ainsi, quoi que légèrement de différentes formes. La vidéo officielle a été libérée le 10 octobre 2012.
| 1.  | For Rabbit          | 2:50 |
| 2.  | Deploy              | 2:39 |
| 3.  | NOC Out             | 4:07 |
| 4.  | Lena's Theme        | 3:26 |
| 5.  | Kit Up              | 3:28 |
| 6.  | Restless Natives    | 3:21 |
| 7.  | Blackbird on a Wire | 3:20 |
| 8.  | Bridge the Gap      | 2:11 |
| 9.  | Saa'iq              | 4:33 |
| 10. | The Raid            | 2:17 |
| 11. | Force Multiplier    | 2:54 |
| 12. | Old Friend, New Foe | 3:03 |
| 13. | Victory at Sea      | 3:06 |
| 14. | Resolve             | 2:44 |
| 15. | Green Light         | 4:35 |
| 16. | H.A.H.O.            | 2:45 |
| 17. | Medal Run           | 2:16 |
| 18. | For Mother          | 3:05 |
| 19. | Buzz in the Air     | 2:10 |
| 20. | Lena's Dream        | 2:26 |
| 21. | With Honor          | 4:26 |

## Développement

### Moteur de jeu
En mars 2011, quelques mois après la sortie du reboot de Medal of Honor, Danger Close ont recruté du personnel pour développer un nouveau jeu utilisant le moteur de jeu créé par DICE, le Frostbite 2, qui alors était encore en développement pour Battlefield 3. En 2010, la partie multijoueur de Medal of Honor, développée par DICE, utilisait la version 1.5 du Frostbite Engine, alors que le mode solo utilisait l'Unreal Engine 3. Medal of Honor: Warfighter, quant à lui, utilise le Frostbite 2 sur l'intégralité du jeu.

### Révélation du jeu
Peu d'infos ont filtré jusqu'à la sortie de Battlefield 3, qui incluait dans toutes ses copies un flyer à l'effigie du Tier 1, indiquant aussi le site officiel. Cela renforçait l'hypothèse qu'une suite à Medal of Honor était en développement chez Danger Close. Par la suite, à la fin du mois de février 2012, Medal of Honor 2 a été annoncé sous son titre officiel : Medal of Honor: Warfighter. Quelques jours plus tard, une bande-annonce est diffusée sur internet et les réseaux sociaux, indiquant la date de sortie du jeu, fixée au 25 octobre 2012.

### Beta
Une bêta multijoueur pour Warfighter a été mis à disposition le 5 octobre exclusivement pour sur Xbox 360. La version bêta a été proposée avec une carte, et un mode. Même si les spécificités du match (mode et la carte) sont assez limitées, les joueurs ont accès à tous les 6 classes. La version bêta a pris fin le 15 octobre.

### Version Wii U
Le 7 juin 2011, au cours de Nintendo E3 2011 conférence de presse, John Riccitiello, d'EA Games, ont exprimé leur intérêt dans le système à venir de Nintendo, la Wii U  Le quotidien autrichien Der Standard a rapporté que Warfighter est prévue pour la Wii U à côté de la Xbox 360, PlayStation 3 et PC.

## Accueil
À sa sortie le jeu reçoit des critiques plutôt mitigées. Plusieurs défauts sont pointés. Premièrement, l'utilisation du moteur Frosbite 2 bien en dessous de ses capacités, en effet contrairement à Battlefield 3 les environnements ne sont pas destructibles. Deuxièmement, le scénario de la campagne solo est remplie d'incohérences (les motivations des protagonistes comme leurs ennemis ne sont pas expliquées) et sombre quelquefois dans la propagande des « gentils Américains contre les méchants terroristes. » Dernièrement, les nombreux bugs présents autant dans la campagne solo que dans le multijoueur et qui nuisent à l'expérience de jeu.
Les ventes du jeu ont ainsi été en dessous des attentes d'Electronic Arts (seulement 1,4 million d’exemplaires après trois mois de commercialisation alors qu'EA en espérait 2,3 millions). En conséquence la licence a été « mise en pause » et le studio Danger Close à l'origine du jeu a été fermé pour fusionner avec DICE Los Angeles.